# Hôtel de Crillon
Hôtel de Crillon w Paryżu to zabytkowy, luksusowy hotel założony w 1909 roku, w budynku wybudowanym w 1758 roku. Hotel położony jest u podnóża Pól Elizejskich i jest jednym z dwóch identycznych na Place de la Concorde. Crillon posiada 103 pokoi i 44 apartamentów. Na terenie hotelu znajdują się także trzy restauracje, bar, odkryty taras, siłownia i centrum odnowy biologicznej.